# Valandovo
Valandovo (kyrillisch Валандово; albanisch Vallandova, indefinit Vallandovë; türkisch Valandova) ist eine Stadt im Südosten Nordmazedoniens in der Region Boimija. Die Stadt Valandovo ist Sitz der gleichnamigen Opština.

## Geographie
Valandovo liegt im Südosten Nordmazedoniens, nah der Grenze zu Griechenland und Bulgarien. Durch die Stadt fließt die Anska reka, ein Nebenfluss des Vardars.

## Geschichte
Zum ersten Mal ist die Stadt in einer Urkunde des Fürsten Stefan Uroš IV. Dušan am 12. Juni 1349 unter dem Namen Alawandow erwähnt.
Der osmanische Schriftsteller Evliya Çelebi beschreibt Valandovo in seinem Reisebuch (Seyahatnâme) als eine Stadt mit geringer Anzahl an Moslems. Im 16. Jahrhundert ist Valandovo Zentrum einer nâhiya in der Kaza Petritsch. Laut einer osmanischen Statistik (Ethnographie des Vilayets d'Adrianople, de Monastir et de Salonique) aus dem Jahre 1873 lebten in Valandovo rund 120 Familien.
Am 7. Dezember 1899 fand die Valandovo-Affäre statt, in der mehr als 250 Mitglieder der BMARK aus der Region wegen revolutionärer Tätigkeit festgenommen wurden.
Ende Mai 2009 wurde die Region um Valandovo von mehreren Erdbeben erschüttert. Das stärkste mit 4,7 auf der Richterskala wurde nahe Valandovo verzeichnet, führte jedoch nur zu materiellen Schäden.

## Bevölkerung
| Volksgruppe | Absoluter Anteil | Prozentualer Anteil |
| ----------- | ---------------- | ------------------- |
| Mazedonier  | 9.830            | 82,67 %             |
| Türken      | 1.333            | 11,21 %             |
| Serben      | 639              | 5,37 %              |
| Roma        | 32               | 0,27 %              |
| Walachen    | 1                | 0,01 %              |
| Bosniaken   | 1                | 0,01 %              |
| Andere      | 54               | 0,45 %              |
| Total       | 11.890           | 100 %               |

## Mit der Stadt verbundenen Personen
- Gjorge Ivanov (* 1960) – nordmazedonischer Präsident
- Nano Ruzhin (* 1952) – nordmazedonischer Politiker
- Tihomir Kostadinov (* 1996) – mazedonischer Fußballspieler